# Colin Clark (ekonomista)
Colin Clark Grant (ur. 2 listopada 1905, zm. 4 września 1989) – brytyjski ekonomista i statystyk, który pracował zarówno w Wielkiej Brytanii, jak i Australii.
Pionier stosowania Produktu Narodowego Brutto (PNB) jako podstawy do badania gospodarek narodowych.
Stworzył jeden z najwcześniejszych modeli rozwoju gospodarczego wraz z Allan G.B. Fisher model Fishera-Clarka. Wyodrębnili oni trzeci sektor gospodarki – sektor usług z sektora przemysłu i rolnictwa. Wcześniej uważano, że usługi i przemysł są od siebie zależne.
Zgodnie z teorią Fishera-Clarka, rozwój gospodarczy następuje według trzech etapów produkcji:
- pierwszy, w którym dominuje produkcja rolna, rybołówstwo, leśnictwo i wydobycie surowców naturalnych; na tym etapie są kraje o niskim dochodzie;
- drugi, w którym produkcja skoncentrowana jest w przemyśle i budownictwie; na tym etapie są kraje o średnim dochodzie;
- trzeci, gdzie dominują usługi (w tym edukacja), a zaliczane są do nich kraje o wysokim dochodzie.

Kraje rozwijają się przechodząc kolejne etapy rozwoju. Osiągnięcie przewagi trzeciego sektora oznacza osiągnięcie przez kraj dojrzałości pod względem rozwoju gospodarczego.

## Życiorys
Uczył się w Dragon School w Oksfordzie, a następnie w Winchester College, a od 1924 w Brasenose College w Oksfordzie, gdzie studiował chemię.
Dzięki GDH Cole i Lionel Robbins zainteresował się ekonomią i po ukończeniu studiów rozpoczął pracę badawczą w London School of Economics, University of Liverpool i w komitecie gospodarczo doradczym rządu. Maynard Keynes był ówczesnym członkiem Rady i był pod wrażeniem Clarka: „Clark jest, jak myślę, geniuszem.”

### Praca
Od 1931 do 1937 był wykładowcą Statystyki na Uniwersytecie w Cambridge.
W latach 1938 i 1953 był dyrektorem Biura Przemysłu Królestwa i statystykiem rządowym.
Wrócił do Anglii i pracował jako dyrektor Instytutu Ekonomii Rolnej na Oxford University aż do 1969 roku.
Często zmieniał miejsce pobytu aż powrócił na stałe do Australii w 1978 roku.
Jego imię przetrwało w Ekonometrycznym Stowarzyszeniu w Australii  oraz budynku nazwanym jego imieniem na Uniwersytecie w Queensland .

## Życie prywatne
Jest ojcem Gregory’ego Clarka (ur. 1936) australijskiego dyplomaty i profesora ekonomii działającego w Japonii. Ponadto ma siedmiu innych synów i jedną córkę.

## Krytyka
Rzeczywistość rozwoju gospodarczego na świecie pokazała, że podejście, które mówi o osiągnięciu przewagi trzeciego sektora, może nie oznaczać wysokiego poziomu rozwoju. Na świecie jest wiele krajów słabo rozwiniętych. Udział sektora usług w ich PKB jest wysoki, ale nie świadczy to o niczym. Są to np. kraje turystyczne, które nie mają rozwiniętego przemysłu.

## Publikacje
- The National Income, 1924-31, 1932.
- National Income and Outlay, 1937.
- A Critique of Russian Statistics, 1939.
- Conditions of Economic Progress, 1939.
- The Economics of 1960, 1942.
- Statistical Society
- Growthmanship, 1961.
- Economics of Subsistence Agriculture, with M.R. Haswell, 1964.
- Population Growth and Land Use, 1967.
- Starvation or Plenty?, 1970.
- Poverty Before Politics, 1977.
- The Economics of Irrigation with J. Carruthers, 1981.
- Regional and Urban Location, 1982.